# Мильна
Мильна (айнск. Анеиусы) — гора, вулкан типа Сомма, на острове Симушир (Курильские острова, Россия). Высота 1539 м — наивысшая точка острова.
Вместе с Горящей Сопкой образует единый массив. Назван британским исследователем Сноу в честь Джона Милна, британского геолога и геофизика.